# 忠孝酒造
忠孝酒造株式會社，簡稱忠孝酒造（日語：忠孝酒造株式会社），1949年，在日本沖繩縣豐見城市成立，總部位於沖繩縣豊見城市字名嘉地132番地，總裁為本坊浩幸，會長為本坊松美。主要生產及銷售泡盛燒酒產品。
至於東京辦事處則在東京都港区港南3-6-4。
主要產品為「夢海航」及「忠孝」。許多人在沖縄本島南部的城市，豐見城市、糸滿市最愛喝泡盛燒酒，酒甕的作用是保留獨有的特色，它們會用餅乾來送酒，稱為「忠孝南蛮荒焼甕」。所以泡盛品評会得到注意這件事。

## 連結
- 忠孝酒造株式會社